# Heilung
Heilung é uma banda europeia de música folk experimental. Formado em 2014 em Copenhague, Dinamarca, o grupo é composto por membros da Dinamarca, Noruega e Alemanha. Sua música é baseada em textos e inscrições rúnicas de povos germânicos da Idade do Ferro e da Era Viking . Heilung descreve sua música como "história amplificada do início da Idade Média do norte da Europa". Sua música geralmente é sobre divindades germânicas, os Jǫtnar e valquírias. "Heilung" é um substantivo alemão que significa "cura".

## História
Heilung foi fundada em 2014 em Copenhague, Dinamarca, pelo vocalista Kai Uwe Faust (um tatuador alemão especializado em tatuagens nórdicas antigas) e pelo produtor dinamarquês Christopher Juul. Juul, que administrava seu próprio estúdio de gravação, Lava, em Copenhague, desde 2003, admirava o trabalho visual de Faust como tatuador, então eles fizeram um acordo: Faust ofereceu a Juul algumas tatuagens gratuitas em troca de ajuda para gravar alguns poemas. Assim o Heilung foi iniciado.
Mais tarde, em 2015, Maria Franz (namorada de longa data de Juul e cantora da banda de rock progressivo/pop-rock Euzen, na qual Juul também tocava piano e música eletrônica) começou a trabalhar com Heilung, originalmente como músico de sessão. Em 2015, a banda lançou de forma independente seu álbum de estreia, Ofnir, e logo depois Franz se tornou a terceira integrante oficial da banda.
As primeiras apresentações da banda em 2017 foram no Castlefest e no Midgardsblot. A apresentação do Castlefest foi gravada e lançada com o título Lifa no YouTube e como um álbum ao vivo. Sua apresentação em Midgardsblot em 2017 foi listada pela Metal Hammer como uma das dez melhores apresentações de 2017. Mais tarde naquele ano, a banda assinou um contrato com a gravadora Season of Mist.
Em 20 de abril de 2018, os dois álbuns anteriormente lançados de forma independente, Ofnir e Lifa, foram relançados em vinil e CD.
A banda compôs a trilha sonora de Senua's Saga: Hellblade II. Fragmentos da música de Heilung foram usados durante a sexta temporada da popular série de televisão Vikings.
Heilung lançou seu terceiro álbum de estúdio, Drif, em 19 de agosto de 2022 pela Season of Mist. O álbum alcançou a posição nº 9 e nº 25 nas paradas de álbuns da Alemanha e da Áustria, respectivamente.
Heilung se apresentou no Festival de Glastonbury 2024. Eles também contribuíram como músicos convidados no álbum SÁLA, de Kati Rán. Em novembro de 2024, Heilung anunciou uma turnê europeia para 2025, com um show final em 17 de agosto, após o qual eles planejam entrar em um hiato.

## Estilo
Segundo Faust, o nome da banda, Heilung, que significa "cura" em alemão, diz algo sobre o estilo da banda: "O ouvinte deve ficar à vontade e em um estado relaxado após uma jornada musical mágica que às vezes é turbulenta". As gravações da banda não se limitam à música, mas também contêm poemas e recitação. A música tem uma espécie de qualidade atemporal, oferecendo uma versão da música xamânica destinada não apenas à apreciação estética, mas também à conexão visceral e envolvente, um estado de espírito que os neandertais podem muito bem ter acessado de maneiras semelhantes.
As referências aos primórdios das culturas europeias também são feitas por meio de textos de artefatos históricos ou poemas históricos. As línguas usadas são variadas, como o alemão, o inglês, o gótico, o alto-alemão antigo, o islandês, o latim, o inglês antigo, o proto-nórdico, o proto-germânico e o nórdico antigo da era viking.
Como instrumentos, são usados itens que talvez já estivessem disponíveis aos humanos na Idade do Ferro, como tambores, ossos ou lanças. De acordo com uma entrevista de agosto de 2018, os instrumentos que utilizam consistem em:
- tambores, incluindo um com pele de cavalo pintada com sangue humano, dois tambores com pele de veado e um tambor com pele de cabra
- ossos, incluindo um osso de antebraço humano e ossos de veado
- um chocalho de chifre de búfalo
- um chocalho de barro com cinzas humanas
- um sino ritual hindu
- antiguidades de templos
- uma taça de prata reconstruída da era Viking
- um ravanastron (um instrumento antigo usado na Índia, Sri Lanka e áreas vizinhas, originário do povo Hela, depois trazido para o norte da Índia por Hanuman e depois para a Índia)
- outros chocalhos, apitos e instrumentos de percussão

O canto gutural de Faust lembra o estilo mongol. Juul usa um sussurro estridente como vocal.
Os integrantes da banda usam trajes elaboradamente desenhados durante as apresentações no palco. Eles são parcialmente baseados nas "tradições espirituais dos povos circumpolares da Eurásia" ou são reproduções historicamente corretas de roupas da Idade do Bronze Nórdica .

## Membros
Membros atuais
- Kai Uwe Faust – vocais (2014–presente)
- Christopher Juul – música, produção (2014–presente)
- Maria Franz – vocais (2015–presente)

Músicos de sessão/turnê
- Jacob Lund (2017–presente)
- Nicolas Schipper Pérez (2018-presente)
- Annicke Shireen (2018-presente)
- Mira Ceti (2021–presente)
- Emilie Lorentzen (2018–2022)
- Juan Pino (2017–2018)
- Alex Opazo (2017–2022)
- Jonas Lorentzen (2017–2018)

Grupo de espetáculos ("Heilung Warriors Europe")
- Espen Winter (2017–2018)
- Pan Bartkowiak (2017–2024)
- Faber Horbach (2017–2022)
- Leon Remie (2017)
- Marijn Sies (2017–2024)
- Ruben Terlouw (2017-presente)
- Jens de Vries (2017–2022)
- Gwydion Zomer (2017-presente)
- Martin Skou (2018–presente)
- Martin Kufahl (2018–presente)
- Emilie Lorentzen (2018)
- Mira Ceti (2019)
- Jarasol (2019–presente)
- Obban (2019–presente)
- Sami (2019–presente)
- Edward Boyter (2019–presente)
- Nadja Kalameiets (2019-presente)
- Janne van Ooij (2019-presente)
- Adélie (2022–presente)
- Chloe Bakker (2022–presente)
- Mitchell Bosch (2022–presente)
- Luca Borsoti (2022–presente)
- Jeff Coyard (2022–presente)
- Kristian (2022–presente)
- Katalin Papp (2022–presente)
- Steven Pilon (2022–presente)
- Annet Postma (2022–presente)
- Nina Schilp (2022–presente)
- Rowan Schuddeboom (2022-presente)

Grupo de exibição ("Heilung Warriors USA")
- Alex Chabot (2020–presente)
- Danny Davies (2020)
- William Johnson (2020)

## Discografia
Álbuns de estúdio
- Ofnir (2015, lançamento independente; relançado em 2018 pela Season of Mist)
- Futha (2019, Season of Mist)
- Drif (2022, Season of Mist)

Álbuns ao vivo
- Lifa (2017, Season of Mist)
- Lifa Iotungard (2024, Season of Mist)

## Reconhecimentos
Heilung foi indicado na categoria Melhor Banda Underground para o prêmio Metal Hammer Golden Gods em 2018.
Heilung empatou na categoria World Traditional Award na 18ª edição do Independent Music Awards com a música Norupo.